# Orange taggsvamp
Orange taggsvamp (Hydnellum aurantiacum) är en svampart som först beskrevs av August Johann Georg Karl Batsch, och fick sitt nu gällande namn av Petter Adolf Karsten 1879. Orange taggsvamp ingår i släktet korktaggsvampar och familjen Bankeraceae.  Arten är reproducerande i Sverige. Inga underarter finns listade i Catalogue of Life.